# Paroisse de Saint David (Grenade)
Pour les articles homonymes, voir Paroisse de Saint David et David.
 (juin 2022).
Si vous disposez d'ouvrages ou d'articles de référence ou si vous connaissez des sites web de qualité traitant du thème abordé ici, merci de compléter l'article en donnant les références utiles à sa vérifiabilité et en les liant à la section « Notes et références ».
Saint David est l'une des six paroisses de l'État de Grenade.
Son chef-lieu est Saint David.